# Hister shanghaicus
Hister shanghaicus är en skalbaggsart som beskrevs av Sylvain Auguste de Marseul 1861. Hister shanghaicus ingår i släktet Hister och familjen stumpbaggar. Inga underarter finns listade i Catalogue of Life.